# Richatstructuur

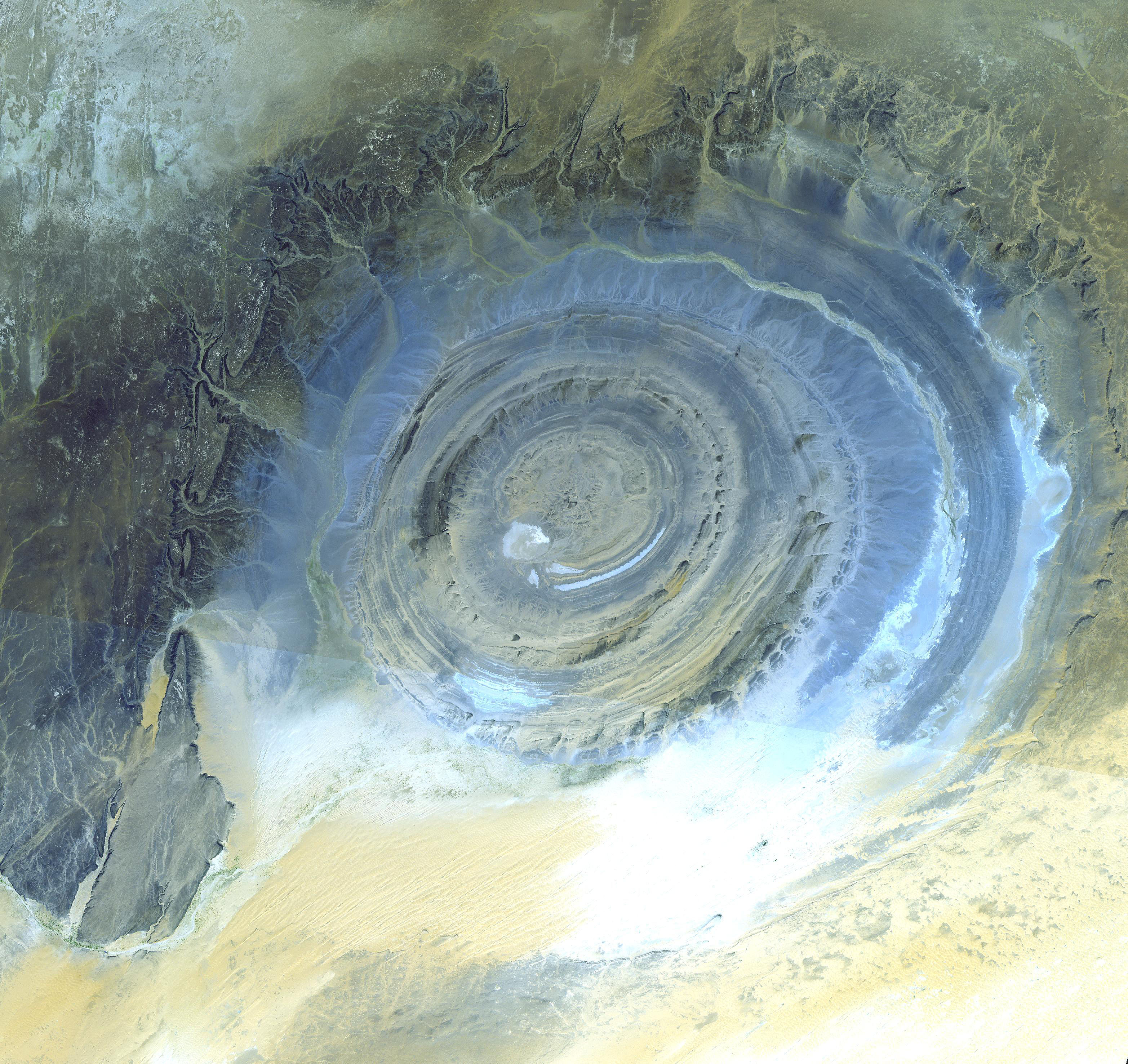
Valsekleurensatellietbeeld van de Richatstructuur

De Richatstructuur (Guelb el-Richat) is een natuurfenomeen dat zich ongeveer 40 kilometer ten noordoosten van Ouadane in de Maur Adrar-woestijn in Mauritanië (Noordwest-Afrika) bevindt.

## Geologie

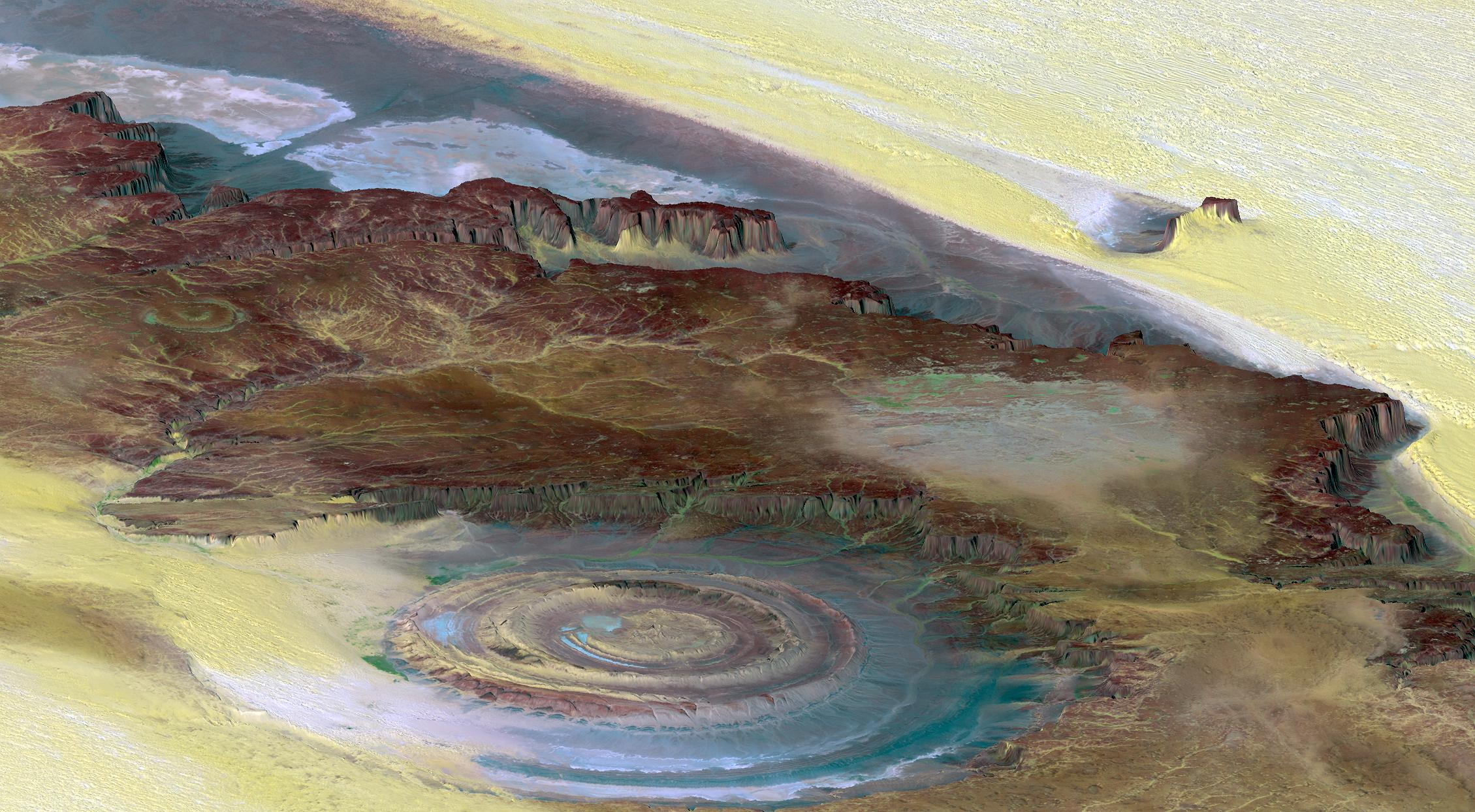
Valsekleurensatellietbeeld over een 3D hoogtemodel met hoogte-overdrijving

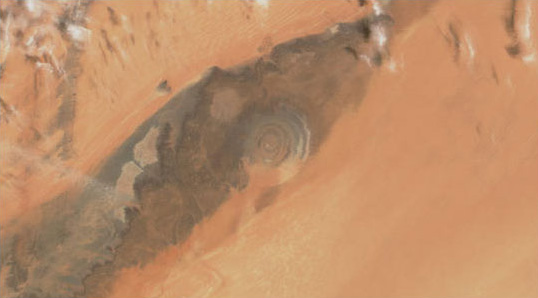
Warekleurensatellietbeeld

Eerst werd gedacht dat het om een meteorietinslag ging, vanwege de cirkelvorm. Later onderzoek wees erosie aan als oorzaak. Een domestructuur van hard vulkanisch gesteente is vlak geërodeerd, waardoor de verschillende gesteentelagen eronder zijn blootgelegd en een cirkelvormig patroon ontstond.
Verder onderzoek van Canadese geologen in 2005 leidde tot de hypothese dat het een magmatisch lichaam is, daterend uit het Krijt-tijdvak, dat in ringen bedekt werd door een silica-houdende breccie en afzettingen van kalksteen en dolomiet. Door de voortdurende vulkanische activiteit in de vorm van ringvormige dikes met de productie van voornamelijk alkalisch uitvloeiingsgesteente (andesiet en trachiet) als gevolg, zou een bijzondere vorm van karstificatie zijn opgetreden. Hierbij zou een radiaal patroon van diaklazen (scheuren) ontstaan zijn waardoor de bovenliggende breccie en kalksteen in cirkelvormige lagen wel of niet erodeerde, afhankelijk van de competentie van het gesteente. Eenzelfde proces is zichtbaar op de Montserrat in Spanje.